# Садбери (кратер)
Садбери — ударный кратер в Канаде (Онтарио). Появился 1,85 млрд лет назад (в палеопротерозойской эре) при падении астероида или кометы диаметром 10 км.
Удар создал кратер около 248 км в диаметре. Последующие геологические процессы деформировали кратер, сделав его овальным. Это второй по величине метеоритный кратер на Земле. По его периметру найдены крупные залежи никелевой и медной руды. Эти месторождения эксплуатируются с 1889 г.

## Споры о происхождении
В конце 1970-х годов геологи не были уверены в том, что кратер имеет ударное происхождение. Выяснение его природы затруднено тем, что во времена его образования область падения была вулканически активной, а некоторые вулканические структуры могут напоминать следы удара метеорита.